# MiHoYo
miHoYo, tên đầy đủ là Công ty trách nhiệm hữu hạn Cổ phần Khoa học kỹ thuật Internet miHoYo  – là một công ty trò chơi được thành lập vào ngày 13 tháng 2 năm 2012, có trụ sở tại Thượng Hải, Trung Quốc. Có chi nhánh tại quận Shibuya, thành phố Tokyo. Công ty này nổi tiếng qua series game hành động Honkai – riêng game Guns Girl - School DayZ thu hút được hơn 20 triệu người chơi trên toàn thế giới.

## Vắn tắt công ty
miHoYo do ba sinh viên Đại học Giao thông Thượng Hải có lòng đam mê kỹ thuật và văn hóa anime/manga cùng nhau sáng lập. Công ty được thành lập vào năm 2012, nghiệp vụ chủ yếu tập trung tại các mảng như sản xuất trò chơi di động, truyện tranh, v.v. dựa theo văn hóa anime/manga. Khẩu hiệu của công ty là "Tech Otakus Save The World" (công nghệ otaku giải cứu thế giới).
Năm 2011, miHoYo với tư cách nhà phát triển game độc lập đã cho ra mắt trò chơi FlyMe2theMoon và chỉ phát hành cho nền tảng iOS.
Năm 2012, công ty miHoYo chính thức đăng ký thành lập, đưa vào vận hành trò chơi di động Zombiegal Kawaii (đã ngừng vận hành).
Năm 2014, công ty cho ra game Guns Girl - School DayZ. Và cùng năm đó, Honkai Impact 3rd bắt đầu được duyệt để nghiên cứu phát triển.
Năm 2015, công ty thiết lập pháp nhân Nhật Bản và bản địa hóa Guns Girl - School DayZ cho thị trường Nhật Bản.
Tháng 10 năm 2016, Honkai Impact 3rd chính thức được phát hành.
Tháng 6 năm 2019, công ty giới thiệu game Genshin Impact , ra mắt chính thức vào ngày 28 tháng 9 năm 2020 trên các nền tảng Android, iOS, Microsoft Windows, PlayStation 4, PlayStation 5,
thời điểm ra mắt chính thức trên Nintendo Switch chưa được thông báo.
Tháng 10 năm 2021, miHoYo giới thiệu một tựa game thế giới mở mới Honkai: Star Rail , ra mắt chính thức vào ngày 26 tháng 4 năm 2023.
Vào năm 2022, miHoYo thành lập đơn vị COGNOSPHERE PTE. LTD có trụ sở tại Singapore với thương hiệu là HoYoverse. Đây sẽ là đơn vị phát hành các tựa game và dịch vụ của miHoYo tại thị trường Quốc Tế. CEO của miHoYo hứa hẹn rằng HoYoverse sẽ tạo ra một thế giới ảo rộng lớn, hướng đến nội dung, nơi hội tụ các trò chơi, hình ảnh động và các thể loại giải trí khác để mang đến cho người chơi sự tự do và giải trí đẳng cấp.

## Sản phẩm

### Trò chơi
- FlyMe2theMoon (2011)
- Zombiegal Kawaii (2012)
- Honkai Academy 2 (2014)
- Honkai Impact 3rd (2016)
- Tears of Themis (2020)
- Genshin Impact (2020)
- Honkai: Star Rail (2023)
- Zenless Zone Zero (2024)

### Hoạt hình
- Bàn tiệc của Valkyrie (女武神的餐桌) (Phát hành mùa hè năm 2019, phối hợp chế tác cùng với Qingdao Broadcasting System[i])
- ELF Academy (Phát hành năm 2021, là bộ phim anime ngắn thuộc series games Honkai Impact 3rd của miHoYo)
- Genshin Impact (Phối hợp chế tác cùng với Ufotable, hiện đang trong quá trình chuẩn bị)

### Truyện tranh
- Honkai Impact 3rd
- Genshin Impact

### Các dịch vụ khác
- HoYoLab (2021) - Một diễn dàn cộng đồng về các sản phẩm của miHoYo
- Nova DesktomI(Android, Windows) (2020) - Phần mềm hình nền động trên điện thoại Android và máy tính Windows